# Arroyo Cordobés
El Cordobés es un arroyo que nace en la Cuchilla Grande de Durazno, Uruguay y fluye hacia el Norte hasta desembocar en el Río Negro. Sirve de límite entre Durazno y Cerro Largo.
Se dice que en el Paso de la Cruz -sobre este arroyo- existen unos yacimientos donde se encuentran fósiles de moluscos del devónico temprano.
Su principal afluente es el arroyo Pablo Paéz.
En la novena sección de Cerro Largo y muy próxima a este arroyo, se levanta la estancia "El Cordobés" que perteneció al caudillo blanco Aparicio Saravia, y donde funciona desde 1978 el Museo Histórico General Aparicio Saravia.